# Ceinture périphérique
Pour les articles homonymes, voir Périphérique et Rocade.

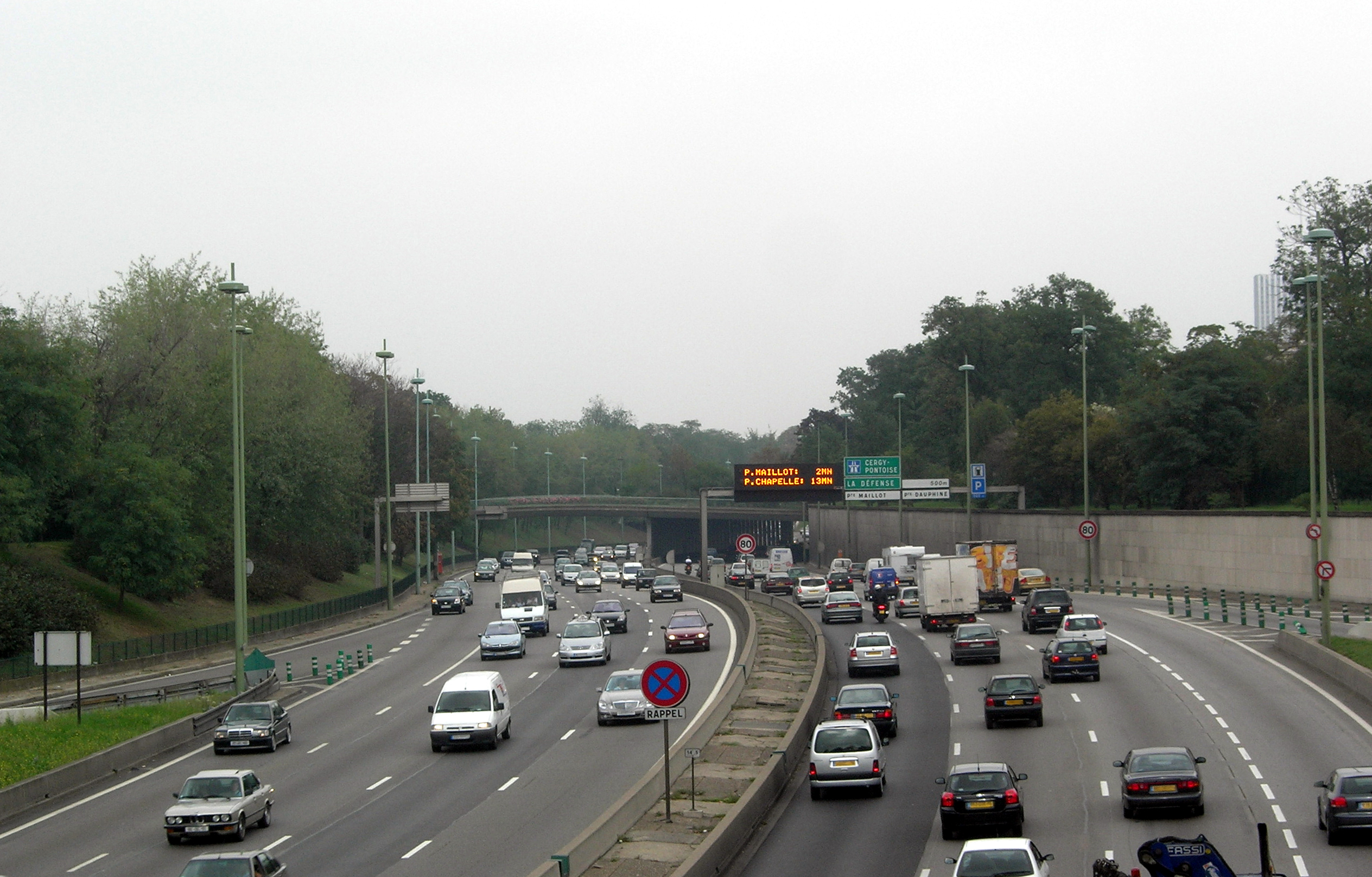
Boulevard périphérique de Paris.

Carte de la Capital Beltway, ceinture périphérique de Washington.

Une ceinture périphérique (parfois aussi désignée comme boulevard périphérique, anneau périphérique, voie périphérique, boulevard de ceinture ou rocade selon les cas et ring en Belgique) est généralement une voie rapide urbaine (VRU) ou une voie de type autoroutier permettant à la circulation de transit de contourner une ville, son centre-ville ou une agglomération et de relier les différentes autoroutes qui y aboutissent. L'objectif principal est d'offrir un axe routier plus rapide de déplacement et de contournement que si l'on circulait dans le centre de la ville contournée. Par définition, une ceinture périphérique comme une rocade, réalise le tour complet d'une ville.
Du fait du classement en voies rapides ou autoroutes de la plupart de ces voies, elles sont généralement interdites aux cycles, piétons, véhicules à traction animale ou, dans certains pays, aux véhicules sans immatriculation. Elles sont donc utilisées essentiellement par des automobiles, des motos et des poids lourds.
Les voies périphériques sont usuellement dotées d'au moins deux voies de circulation dans chaque sens. Les deux sens de circulation peuvent être désignés « périphérique intérieur » et « périphérique extérieur » (en fonction de leur emplacement à l'intérieur ou à l'extérieur de l'anneau).

## Exemples par pays

### Allemagne

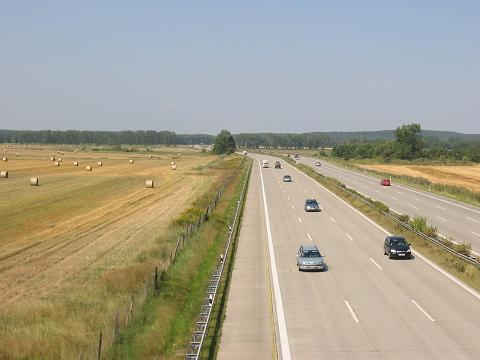
Berliner Ring près de Ludwigsfelde.

#### Berlin
Le tracé de l'autoroute A10 effectue le tour de la capitale allemande et borde les limites de la ville de Potsdam. Elle porte également le nom Berliner Ring. Avec 196 kilomètres, c'est la ceinture périphérique la plus longue d'Europe.

#### Mayence
L'autoroute périphérique de Mayence n'est pas un cercle complet autour de Mayence ; la moitié se trouve sur les territoires de Hesse à Wiesbaden et à l'arrondissement de Groß-Gerau.

#### Munich
L'autoroute A99 se situe dans le Sud de l'Allemagne et contourne partiellement la ville de Munich.

### Belgique

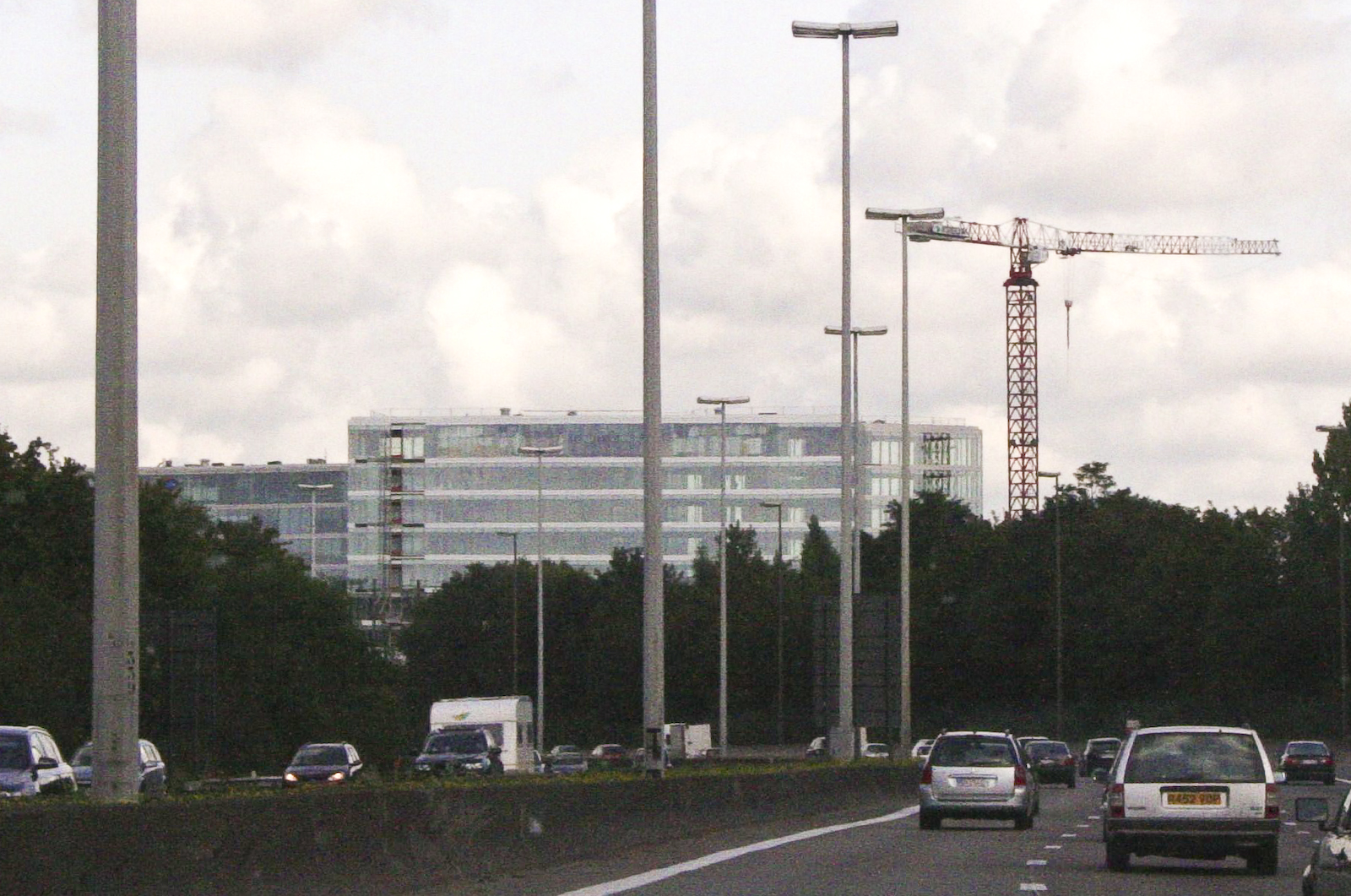
Ring de Bruxelles au niveau de l'aéroport.

En Belgique, on parle de rings (« anneau » dans les langues germaniques) pour désigner les périphériques et certaines rocades.
Le régime d'un ring belge varie également en fonction de son classement en termes de voirie. Le ring principal de Bruxelles (R0) est presque entièrement classé autoroute avec, par conséquent, une vitesse maximale de 100 km/h, ce qui n'empêche pas des limitations de vitesses plus restrictives sur certaines sections.
Bruxelles compte 3 boulevards périphériques, ci-dessous de l'extérieur vers l'intérieur :
- le ring (autoroute périphérique d'agglomération complet interrompu au sud) ;
- la grande ceinture (boulevard périphérique des quartiers centraux complet sauf au sud-ouest) ;
- la petite ceinture ou « pentagone » (boulevard périphérique complet, correspondant à l'ancienne enceinte médiévale, souvent constitué d'avenues).

### Brésil

#### São Paulo
Dans la région métropolitaine de São Paulo, il y a le Rodoanel Mário Covas, encore en construction. Trois des quatre sections sont prêtes, il manque encore le tronçon Nord.

### Chine

En rouge, le périphérique intérieur de Shanghai.
En orange, le réseau de voies express dont le périphérique médian.
En bleu, le réseau autoroutier, dont le périphérique extérieur.

En Chine populaire, la majorité des grandes villes possèdent une ou plusieurs routes périphériques, classées en fonction de leurs caractéristiques techniques ou de leurs entités de gestion, soit en voie express (快速路), en autoroute nationale (国家高速公路) ou en autoroute provinciale (省级高速公路).

#### Pékin
La municipalité de Pékin est dotée, suivant la numérotation, de sept périphériques. Le septième mesure 940 kilomètres.

#### Shanghai
La municipalité de Shanghai possède trois périphériques, dits intérieur, médian et extérieur, connectés au réseau très dense de voies rapides et autoroutes.

### Canada

#### Montréal
La ville de Montréal dispose de deux niveaux d'autoroutes périphériques. La ceinture intérieure est complète et dispose même d'une boucle secondaire, alors que la ceinture extérieure présente des discontinuités. Les discontinuités entre les ceintures nord et sud se présentent à la rivière des Outaouais à l'ouest et au fleuve Saint-Laurent à l'est :
- le complexe autoroutier de la ville de Montréal à une longueur de 55 km et est formé des autoroutes 15 (Décarie, pont Champlain), 40 (Métropolitaine), 25 (pont-tunnel Louis-Hippolyte-Lafontaine) et 20/132 (Rive-sud du fleuve Saint-Laurent) ;
- le complexe autoroutier dispose également d'une boucle de 53 km qui permet de contourner les autoroutes Décarie (A-15) et Métropolitaine (A-40) dans leurs parties les plus achalandées. À partir de l'autoroute 15 à l'échangeur Turcot, cette boucle emprunte les autoroutes 20, 13, 440 et 25, pour rejoindre l'autoroute 40 à l'échangeur Anjou. Le dernier tronçon sur l'autoroute 25 est terminé et il possède un des deux seuls ponts payants du Québec ;
- l'autoroute 640 s'étend sur 61 km, de Saint-Joseph-du-Lac à Charlemagne. Elle permet de relier entre elles, les autoroutes 13, 15, future 19 (actuellement 335), 25 et 40 ;
- l'autoroute 30 au sud de Montréal, débute à Vaudreuil-Dorion pour se terminer à Sorel-Tracy. Sur son passage de quelque 145 km, elle croise les autoroutes 40, 20 (à l'ouest de Montréal), 15, 10, 116 (aurait été 16) et 20 (à l'est de Montréal).

### États-Unis
De nombreuses villes américaines, notamment dans l'est du pays, sont entourées d'un beltway, souvent partie intégrante du réseau autoroutier inter-États. Certaines villes possèdent même plusieurs ceintures concentriques, encerclant respectivement une ville, son agglomération immédiate et parfois l'ensemble de la métropole.
Dans certaines villes, comme dans le cas des villes texanes de Houston, San Antonio, Dallas ou Fort Worth, la ceinture périphérique est parfois appelée (officiellement ou non) un loop (« boucle »).
On trouve une ceinture périphérique notamment autour des villes de Baltimore (Interstate 695), d'Indianapolis (Interstate 465), d'Atlanta (Interstate 285), de Minneapolis-Saint Paul (I-494/I-694), de l'agglomération de Kansas City (Missouri) (Interstate 435) ou de Raleigh (Caroline du Nord).
L'expression Inside the beltway a également une connotation politique, désignant le milieu politique de la capitale Washington, qui est encerclé par le Capital Beltway.

### Espagne
La plupart des grandes villes sont entourées de périphériques ou circunvalaciones :
- Barcelone : B-10, B-20, B-30, B-40 ;
- Madrid : M-30, M-40, M-45, M-50 ;
- Séville : SE-20, SE-30, SE-40 ;
- Saragosse : Z-30, Z-40, Z-50 ;
- Valence : V-30 ;
- Valladolid : VA-20, VA-30.

### France

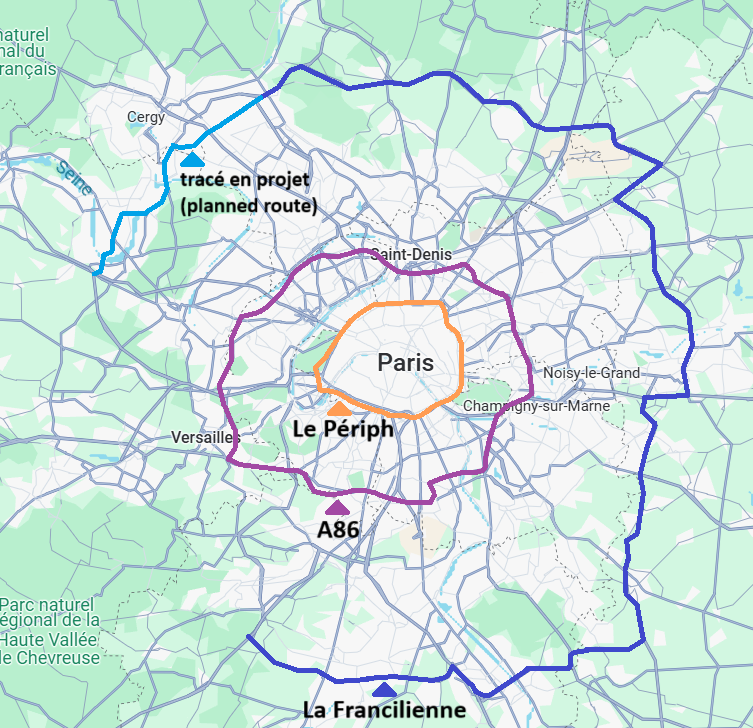
Carte des routes ceinturant Paris : le Boulevard périphérique, l’autoroute A 86 (super-périphérique parisien) et la Francilienne

### Italie
La plupart des grandes villes sont entourées de périphériques :
- Rome : Grand raccordement annulaire (GRA) et périphérique Est de Rome ;
- Milan, Turin, Bologne, Naples ont toutes un périphérique ou « autoroute tangentielle » (tangenziale).

### Maroc
Les périphériques marocains se concentrent autour des grandes agglomérations, comme celles de Casablanca, de Rabat, d'Agadir, ainsi que certaines villes de taille moyenne, comme Meknès, Kénitra, Safi ou Tétouan.

#### Casablanca
Long de 33,5 km, le périphérique de Casablanca (ou Autoroute A5) contourne la ville de Casablanca et permet d'éviter les incessants embouteillages de la voie express urbaine qui traverse la métropole par le centre ; il a été construit en deux phases entre 2003 et 2004.

### Royaume-Uni

#### Londres
L'autoroute M25 contourne la capitale britannique et dessert les aéroports de Heathrow et de Gatwick.
Les Outer et Inner Circular sont deux routes nationales contournant les banlieues intérieures de Londres. La Inner Circular forme la limite de péage de la ville de Londres.

#### Birmingham
La ville de Birmingham, dans les Midlands d'Angleterre est contournée par deux autoroutes, la M5 et M42, qui forment le périphérique de la deuxième ville du Royaume-Uni.

#### Manchester
La M60 forme le périphérique de la banlieue de Manchester. En plus de Manchester, la M60 contourne également les villes de Salford et Eccles.

### Pologne
- Varsovie : périphérique de Varsovie.

### Russie
- Moscou : plusieurs anneaux concentriques, dont la MKAD une autoroute périphérique à dix voies et longue de 109 km, font le tour de la ville.

### Roumanie
- Pitești : la ceinture périphérique de Pitești, longue de 15 km s'insère dans l'axe autoroutier A1. Elle a été ouverte au trafic en novembre 2007.
- Sibiu : une large autoroute périphérique de 17,5 km appelée à s’insérer ensuite dans l’axe autoroutier A1, a été ouverte au trafic le 1er décembre 2010.
- Bucarest : Centura Bucuresti.

### Serbie
- Belgrade : le périphérique de Belgrade, long de 69 km s'insère dans l'axe autoroutier A1 et la route magistrale 10.